# 작전명: 제트스톰
《작전명: 제트스톰》(중국어: Z風暴)은 2014년 공개된 홍콩의 영화이다.

## 출연

### 주연
- 고천락
- 임가동
- 진정

### 조연
- 왕민덕
- 요계지
- 노해붕
- 낙응균
- 증국상
- 시우파이 청
- 성군
- 강호문
- 구금당

## 기타
- 미술: 진금하
- 의상: 황가보